# Optiska filter

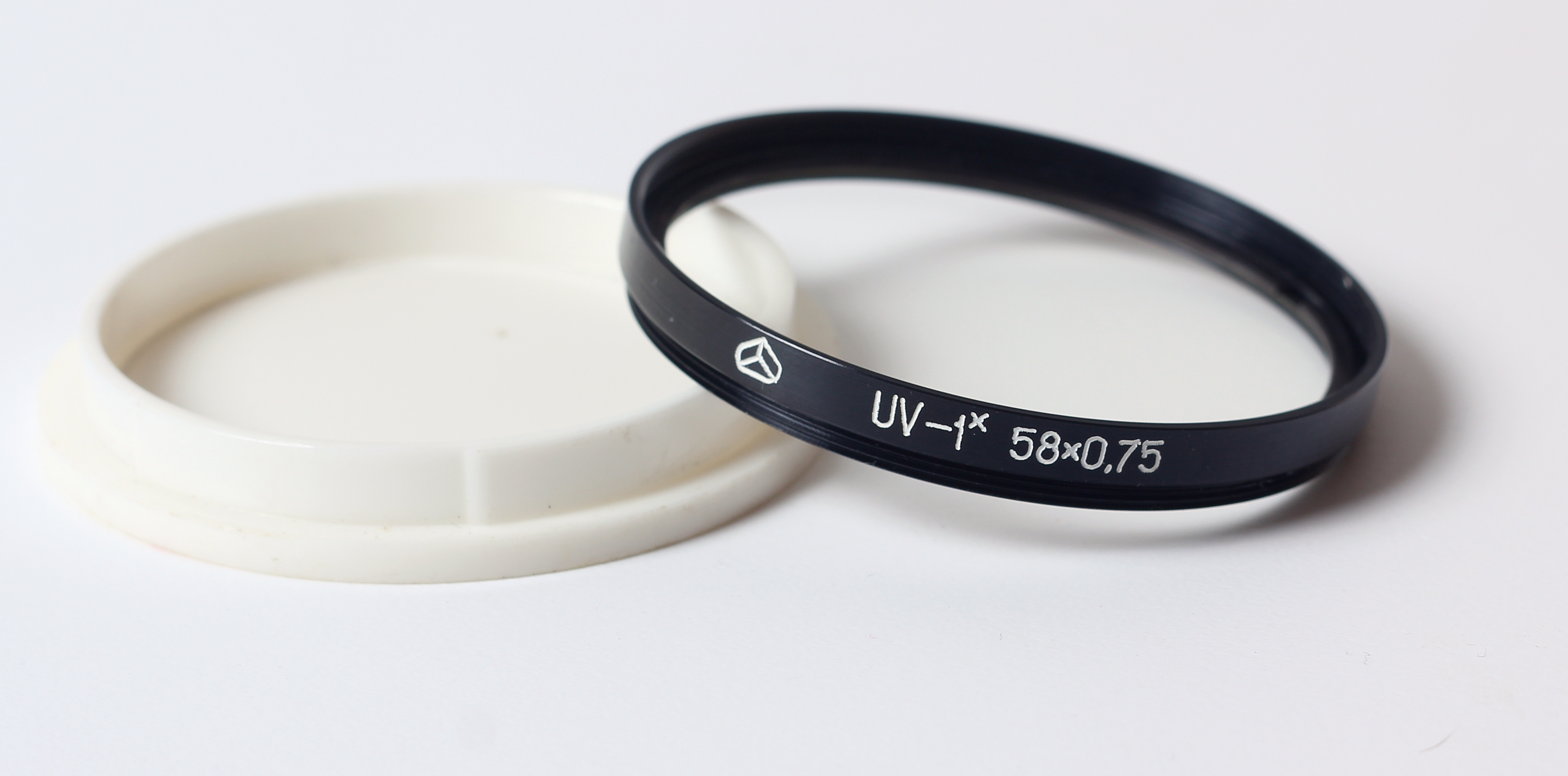

Optiska filter är filter som påverkar ljus genom att absorbera vissa typer av dessa. Färgfilter kan vara så enkelt som en färgad glasbit framför en lampa. Många typer av optiska filter finns som fotografiska filter.

En rubin skulle som filter räknat släppa igenom våglängder om 600 nm och större.

Bayerfilter är ett filter uppbyggt av flera olika filter som omväxlande sätts ihop. Interferensfilter (dichroic) har mer komplexa funktioner och kan förstärka vissa våglängder samtidigt som det tar ut andra. För att mäta hur det optiska filtret fungerar används vanligen en Fabry–Pérot interferometer. UV-filter tar bort UV-ljuset, som kameran kan se men inte fotografen. När UV-filtret är på under starkt solljus uppfattas kamerabilden som mer verklig, då den annars skulle misstämma med fotografens upplevelse. Polarisationsfilter blockerar ljus som har vissa typer av polarisering.